# Microsoft Office 2019
Microsoft Office 2019 (кодовое имя — Office 16) — версия офисного пакета компании Microsoft, следующая за Microsoft Office 2016. Это обновление Microsoft Office стало доступно 24 сентября 2018 года для Windows 10 и macOS. Продукт получил пять лет основной поддержки, а затем примерно два года расширенной и три года платной (для корпоративных организаций). Преемником является Microsoft Office 2021.

## Нововведения
В Office 2019 по большей части вошли все те функции, которые постепенно добавлялись в Office 365 в течение трёх последних лет, а также улучшенные функции рукописного ввода, поддержку LaTeX в Word, новые функции анимации в PowerPoint, включая функции преобразования и масштабирования, а также новые формулы и диаграммы в Excel для анализа данных.
OneNote отсутствует в пакете, так как версия OneNote для универсальных платформ Windows (UWP) в комплекте с Windows 10 заменяет его.  OneNote 2016 можно установить как дополнительную функцию в установщике Office.
Для пользователей Mac режим фокусировки будет перенесён в Word; 2D-карты будут перенесены в Excel; а в PowerPoint, помимо других функций, появятся новые переходы Morph, поддержка SVG и экспорт видео 4K.
Несмотря на то, что новый пользовательский интерфейс Office в Word, Excel, PowerPoint и Outlook был выпущен в том же месяце, он доступен только подписчикам Office 365, а не постоянным лицензиатам Office 2019.
Обновление затронуло Word, Excel, PowerPoint, Outlook, Project, Visio, Access и Publisher. Также Office 2019 не поддерживает Windows 7 и Windows 8.1.

## История создания
Анонс новой версии Microsoft Office для Windows произошел на конференции Microsoft Ignite 26 сентября 2017 года. 12 июня 2018 года выпустили предварительную версию для macOS. 27 апреля 2018 года вышла предварительная сборка для корпоративных пользователей.

## Выпуски и состав
| Выпуск\Приложение          | Word, Excel, PowerPoint, OneNote | Outlook | Publisher | Access | Skype для бизнеса |
| -------------------------- | -------------------------------- | ------- | --------- | ------ | ----------------- |
| Для дома и учёбы           | ●                                |         |           |        |                   |
| Для дома и бизнеса         | ●                                | ●       |           |        |                   |
| Стандартный (VL)           | ●                                | ●       | ●         |        |                   |
| Профессиональный           | ●                                | ●       | ●         | ●      |                   |
| Профессиональный плюс (VL) | ●                                | ●       | ●         | ●      | ●                 |